# FC Imabari
El FC Imabari (FC今治 Efushī Imabari?) es un club de fútbol de Japón ubicado en la ciudad de Imabari, en la Prefectura de Ehime. Fue fundado en 1976 y disputará la J2 League por primera vez en la historia en 2025.

## Historia

### Primeros años (1976-2011)
El club fue fundado en 1976 y ascendió a la Liga de Fútbol de Shikoku en 2001. 
De 2009 a 2011 fueron propiedad de Ehime F.C. como su equipo de reserva, Ehime F.C. Shimanami.

### FC Imabari (2012-actualidad)
Cambió su nombre por el de FC Imabari en 2012 tras haberse escindido de Ehime F.C. de nuevo. La mayoría de FC Imabari fue comprada por el exentrenador de Japón Takeshi Okada en 2014.
En febrero de 2016, el club dio un paso más hacia la J. League desde que la JFA lo reconoció dentro del proyecto J. League Hundred Year Vision. En noviembre ganó la Serie de Promoción Regional y ascendió a la Japan Football League (JFL). Durante su temporada debut en la JFL, abrieron su nuevo estadio y obtuvieron una licencia de J3 League para el año 2018.

## Uniforme
- Uniforme titular: Camiseta azul, pantalón azul, medias amarillas.
- Uniforme alternativo: Camiseta blanca, pantalón blanco, medias blancas.

| Titular | Titular     | Titular     | Titular | Titular     |
| ------- | ----------- | ----------- | ------- | ----------- |
| 2015    | 2016 - 2018 | 2019 - 2020 | 2021    | 2022 - 2023 |
| 2024 -  |             |             |         |             |

| Alternativo | Alternativo | Alternativo | Alternativo | Alternativo |
| ----------- | ----------- | ----------- | ----------- | ----------- |
| 2015        | 2016 - 2018 | 2019 - 2020 | 2021        | 2022 - 2023 |
| 2024 -      |             |             |             |             |

## Récord
| Año  | Liga                      | Posición | PJ | Pts | G  | E  | P | GF | GC | DG  | Copa del Emperador |
| ---- | ------------------------- | -------- | -- | --- | -- | -- | - | -- | -- | --- | ------------------ |
| 2012 | Liga de Fútbol de Shikoku | 1        | 14 | 34  | 11 | 2  | 1 | 44 | 10 | +34 | Tercera ronda      |
| 2013 | Liga de Fútbol de Shikoku | 1        | 14 | 40  | 13 | 1  | 0 | 72 | 7  | +65 | Segunda ronda      |
| 2014 | Liga de Fútbol de Shikoku | 3        | 14 | 34  | 11 | 1  | 2 | 78 | 16 | +62 | Primera ronda      |
| 2015 | Liga de Fútbol de Shikoku | 1        | 14 | 37  | 12 | 1  | 1 | 58 | 5  | +53 | Primera ronda      |
| 2016 | Liga de Fútbol de Shikoku | 1        | 14 | 39  | 13 | 0  | 1 | 54 | 7  | +47 | Primera ronda      |
| 2017 | JFL                       | 6        | 30 | 48  | 12 | 12 | 6 | 54 | 36 | +18 | Segunda ronda      |
| 2018 | JFL                       | 5        | 30 | 49  | 14 | 7  | 9 | 63 | 32 | +31 | Segunda ronda      |
| 2019 | JFL                       | 3        | 30 | 51  | 13 | 12 | 5 | 41 | 26 | +15 | Primera ronda      |

## Palmarés
- Liga Japonesa de Ascenso (1): 2016
- Liga Regional de Shikoku (5): 2011, 2012, 2013, 2015, 2016